# Filenchus hamatus
Filenchus hamatus är en rundmaskart. Filenchus hamatus ingår i släktet Filenchus, och familjen Tylenchidae. Arten är reproducerande i Sverige.